# Área protegida con recursos manejados Humedales de Santa Lucía
El área protegida con recursos manejados Humedales de Santa Lucía es un ecosistema ubicado en los departamentos uruguayos de San José, Canelones y Montevideo. Abarcan un total de más de 20 mil hectáreas, de las cuales 2.500 están en Montevideo. Desde febrero de 2015 estos humedales forman parte del Área natural protegida denominada Humedales del Santa Lucía, la cual integra el Sistema Nacional de Áreas Protegidas (de Uruguay) (S.N.A.P).

## Características de humedales
El Río Uruguay luego de atravesar distintas regiones biogeográficas del país el río Santa Lucía, desemboca en el Río de la Plata.
En la zona cercana a dicha desembocadura un humedal salino producido por las mareas resultantes de las periódicas sudestadas. El humedal se nutre, además, del agua aportada por los arroyos y cañadas que rodean al río Santa Lucía. En el humedal se da la formación de islotes por deposición de sedimentos transportados por estos afluentes del Santa Lucía.
Los terrenos linderos al pueblo Santiago Vázquez sobre las desembocaduras del arroyo San Gregorio, cañada del Peral y arroyo de la Tortuga son propiedad de la Intendencia de Montevideo, abarcando el predio cerca de 1.000 hectáreas. En junio de 1999 fue designada esta área parque natural municipal, actuando en la misma un equipo de guardaparques, responsables de llevar adelante el plan de manejo del área silvestre protegida.
Si bien el acceso es posible desde distintos puntos en los departamentos de Canelones, Montevideo y San José, al presente, el ingreso más fácil y que cuenta con algunos servicios corresponde al extremo sur de los Humedales, lindante al pueblo Santiago Vázquez, a unos 20 km del centro de la capital. Allí, el acceso se realiza por una rambla empedrada sobre el río, que se continúa por una pasarela de madera, contigua al Club Alemán de Remo.

## Galería

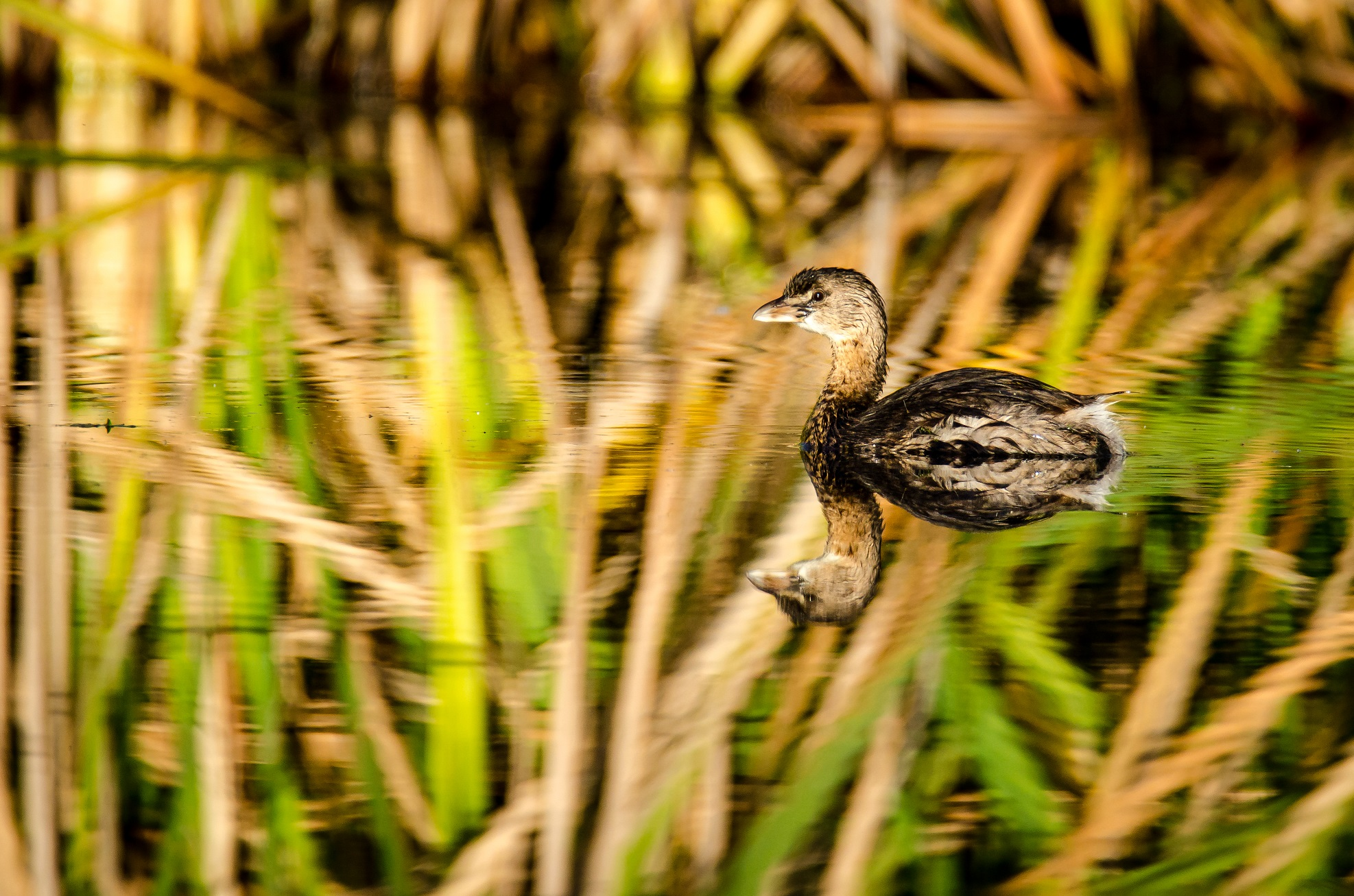
Zampullín de pico grueso en Humedales del Santa Lucía.
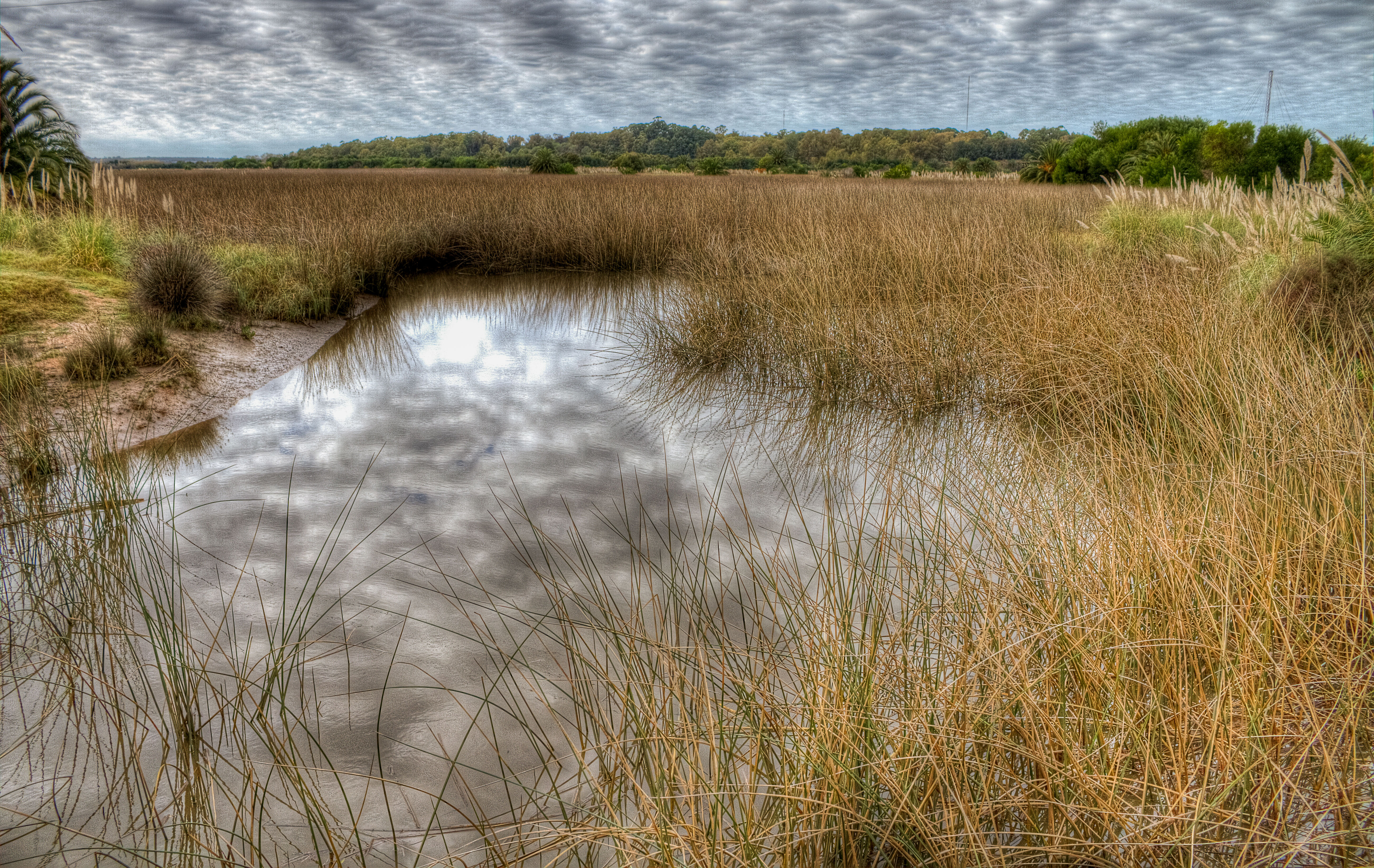
Pequeño canal en el Humedal del Santa Lucía
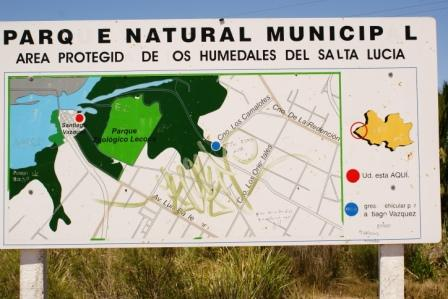
Mapa de los Humedales del Santa Lucía